# Alberto López López
Alberto López López (Sevilla, 18 de gener de 1976) és un actor espanyol. Forma el duo humorístic Los Compadres juntament amb Alfonso Sánchez Fernández.

## Biografia
Va estudiar a l'Escola d'Art Dramàtic de Sevilla. Va començar la seva carrera com a actor, en 1997 en l'espectacle de pirates del parc Isla Mágica. Posteriorment va formar part de la companyia Tarasca amb la qual va estrenar l'obra B612. També va participar en la companyia Varuma Teatro, amb la qual va guanyar el Giraldillo de la Biennal de Flamenc de Sevilla, en 2006, amb l'espectacle Malgama.
En 2002, va treballar en la minisèrie Padre coraje amb Benito Zambrano i a la telesèrie andalusa Padre Medina.
En 2008 va protagonitzar 4000 euros, una pel·lícula de cinema experimental dirigida per Richard Jordan. Per aquest paper va obtenir la nominació al Tenerife International Film Festival. També va participar en les pel·lícules A puerta fría i Grupo 7, d'Alberto Rodríguez.
En 2009, al costat del director i actor Alfonso Sánchez, va protagonitzar el curtmetratge Esto ya no es lo que era. Davant l'èxit del mateix en internet van rodar també Eso es así i Aquello era otra cosa que formen la denominada Una trilogía sevillana, curts que van tenir gran audiència en internet, on van ser vists per més de 10.000.000 d'espectadors. A partir de l'èxit d'aquesta trilogia, va protagonitzar en 2012 també al costat d'Alfonso Sánchez el llargmetratge El mundo es nuestro, en el qual interpreten els personatges creats a Esto ya no es lo que era.
En 2013 va col·laborar en el programa televisiu de José Mota en televisió i va participar en Zipi y Zape y el club de la canica i Ocho apellidos vascos. Entre 2014 i 2015, va acabar de saltar al reconeixement del públic amb les seves participacions en les reeixides Ocho apellidos vascos i Ocho apellidos catalanes. També ha participat a la sèrie Allí abajo.
En 2015 López i Sánchez van intervenir en la gala de lliurament dels Premis Goya.

## Filmografia

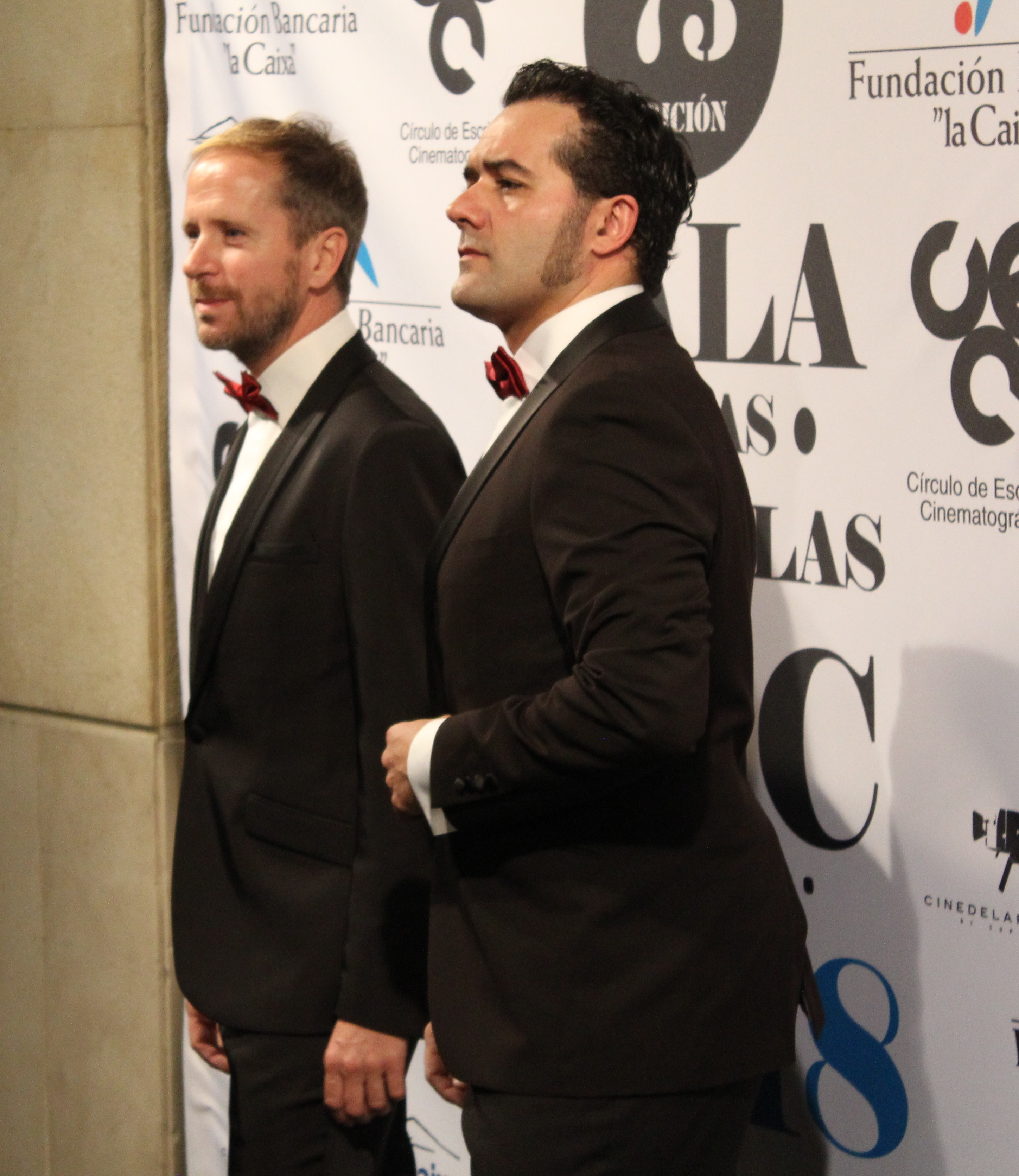
Alberto López amb Alfonso Sánchez, «Los Compadres», a la cerimònia de la 73a edició de les Medalles del Cercle d'Escriptors Cinematogràfics.

### Cinema
- Contigo no, bicho (2018)
- El mundo es suyo (2018)
- Ocho apellidos catalanes (2015)
- Ocho apellidos vascos (2014)
- Zipi y Zape y el club de la canica (2013)
- A puerta fría (2012)
- El mundo es nuestro (2012)
- Grupo 7 (2012)
- 4000 euros (2008)

### Televisió
- Allí abajo (2015-2018) com Rafael "Rafi" Almonte Morales (Temporades 1-4)
- El Príncipe (2014) (sèrie)
- La rueda (2013)
- Luna, el misterio de Calenda (sèrie) (2013) com Medina
- Padre Medina (sèrie) (2009-2010)
- 18, la serie (sèrie) (2008-2009)
- Padre coraje (minisèrie) (2002)
- Vaya Punto.com (sèrie) (2000)
- La casa de los líos (sèrie) (1996)